# اره‌ماهی سبز
اره‌ماهی سبز (نام علمی: Pristis zijsron) نام یک گونه از خانواده اره‌ماهی است.